# Morden (Manitoba)
Morden es una ciudad canadiense situada en la provincia de Manitoba.

## Superficie
Morden tiene una superficie de 16,29 km².

## Demografía
En 2021, tenía 9929 habitantes, una densidad poblacional de 609,6 hab./km², y 4162 viviendas.